# World of Illusion Starring Mickey Mouse and Donald Duck
World of Illusion Starring Mickey Mouse and Donald Duck, noto in Giappone come I Love Mickey & Donald: Fushigi na magic box (アイラブ ミッキー＆ドナルド - ふしぎなマジックボックス?, Ai Rabu Mikki ando Donarudo: Fushigi na majikku bokkusu, lett. "Io amo Topolino e Paperino: La scatola magica misteriosa") è un videogioco a piattaforme della serie Illusion, sviluppato dalla SEGA per Mega Drive, che vede come protagonisti Topolino e Paperino. Il gioco uscì in Nord America il 17 dicembre, in Giappone il 18 dicembre e in Europa il 19 dicembre 1992.
La musica, i disegni e le animazioni sono influenzati da alcuni classici d'animazione Disney, fra cui: Aladdin, La sirenetta, La spada nella roccia, Alice nel Paese delle Meraviglie e Pinocchio.

## Trama
Mentre si stavano preparando per uno spettacolo di magia, Topolino e Paperino scoprono una scatola magica. Questa si scopre però appartenere ad un mago malvagio (Gambadilegno), il quale li spedisce in un mondo fatato. Topolino e Paperino dovranno unire le loro forze per poter tornare a casa.

## Modalità di gioco
I giocatori possono giocare da soli nel ruolo di Topolino o Paperino, oppure cooperando utilizzandoli entrambi e condividendo le stesse vite a disposizione. Topolino e Paperino possono saltare, correre, o attaccare i loro nemici sventolando loro addosso i loro mantelli. I nemici sconfitti in questo modo diventano colombe, carte, o altri oggetti inoffensivi a seconda del tipo di avversario. Dopo aver sconfitto un boss di livello, viene imparato un nuovo incantesimo, il quale permetterà al duo di superare il livello successivo (come ad esempio evocare un tappeto magico su cui volare o una bolla d'aria per respirare sott'acqua).
La giocabilità varia a seconda del personaggio interpretato: ad esempio, Topolino riesce ad intrufolarsi in certe strettoie, laddove Paperino deve trovare un altro percorso.
Nella modalità a due giocatori, i personaggi possono salire l'uno sulle spalle dell'altro o utilizzare una corda per permettere al compagno di arrampicarsi; inoltre, Topolino potrà aiutare Paperino a passare per le strettoie in cui rimane incastrato.